# Alfredo Jaime Irujo
Alfredo Jaime Irujo (Pamplona, Navarra, 22 de maig de 1942) és un polític navarrès. Entre 1977 i 1983 va pertànyer a Unió de Centre Democràtic, partit del que va ser portaveu a l'Ajuntament de Pamplona entre 1979 i 1983.
Després de la dissolució de la UCD, es va afiliar a Unió del Poble Navarrès, sent igualment regidor per aquesta formació política entre 1983 i 1991. En 1991, va substituir en la candidatura d'UPN a l'alcaldia de Pamplona a Javier Chourraut Burguete, alcalde entre 1987 i 1991 i membre del sector "històric" d'UPN, enfrontat als "renovadors" d'Alfredo Jaime, Miguel Sanz Sesma i Juan Cruz Alli Aranguren.
En 1991, arriba a l'alcaldia per UPN-PP (ja s'havia signat el pacte de coalició entre aquestes dues forces que duraria fins a 2008) sent la llista de major nombre de vots i regidors, 13 dels 27, i solament van aconseguir el suport dels seus regidors en la investidura, ja que els altres grups es van votar a ells mateixos, excepte el regidor d'EA, Javier Ayesa, que va votar en blanc.
En 1995, Alfredo Jaime va abandonar l'alcaldia delegant el cap de candidatura de Santiago Cervera Soto i fins a 2007 va ser Parlamentari Foral dins d'UPN.
L'alcaldia d'Alfredo Jaime està marcada pel poc consens que hi havia en els plens i la força que feia l'esquerra, feia a Jaime perdre els nervis i enfrontar-s'hi. Era contrari a arribar a acords amb tots els partits de l'oposició, però sobretot amb HB, PNB, EA i IU, encara que amb el PSN es mostrava també una mica distant.
Actualment està retirat de la vida política. El 5 d'agost de 2010 fou sotmès a una operació del trasplantament de cor.